# Escamps (Yonne)
Escamps település Franciaországban, Yonne megyében. Lakosainak száma 853 fő (2022. január 1.). Escamps Pourrain, Coulangeron, Merry-Sec, Chevannes, Diges, Gy-l’Évêque és Migé községekkel határos.

## Népesség
A település népességének változása:
| Lakosok száma | 897  | 893  | 912  | 888  | 887  | 886  | 887  | 870  | 853  |
|               | 2013 | 2015 | 2016 | 2017 | 2018 | 2019 | 2020 | 2021 | 2022 |